# Chlorophorus praecanus
Chlorophorus praecanus là một loài bọ cánh cứng trong họ Cerambycidae.